# E-ASTROGAM
Il concetto ASTROGAM consiste nell'utilizzo di un tracciatore in silicio per registrare le interazioni Compton e la produzione di coppie indotte da raggi gamma nella regione di energia MeV-GeV. L'energia delle particelle allo stato finale può eventualmente essere misurata da un calorimetro.
e-ASTROGAM è una missione spaziale proposta con lo scopo di misurare i raggi gamma da sorgenti astrofisiche nella banda di energia da 300 keV a qualche GeV. e-ASTROGAM raggiunge una sensibilità di uno-due ordini di grandezza migliore del suo predecessore, il rivelatore COMPTEL sul Compton Gamma Ray Observatory (CGRO), e offre in più la capacità di triggerare velocemente transienti astrofisici.
La missione fornirà dati di notevole interesse a un'ampia comunità astronomica; questi saranno complementari a potenti osservatori come LIGO, VIRGO, GEO600, KAGRA, SKA, ALMA, ELT, TMT, LSST, JWST, ATHENA, 
CTA, IceCube, KM3Net, LISA. Esso studierà le energie appropriate per esplorare le controparti elettromagnetiche a più alta energia di onde gravitazionali, localizzando possibili lampi di raggi gamma ad esse corrispondenti.
e-ASTROGAM è composto da 56 piani di silicio, di circa 1 m^2 ciascuno, che registrano le interazioni Compton e gli eventi di produzione di coppie indotti dai fotoni cosmici, da un rivelatore di anticoincidenza e da un calorimetro.
La collaborazione internazionale che lavora a e-ASTROGAM coinvolge più di 400 scienziati che lavorano in istituzioni provenienti da Argentina, Brasile, Bulgaria, Cina, Croazia, Repubblica Ceca, Danimarca, Irlanda, Italia, Finlandia, Francia, Germania, Giappone, Messico, Norvegia, Polonia, Portogallo, Russia, Spagna, Svezia, Svizzera, Stati Uniti.
Versioni ridotte di e-ASTROGAM sono state proposte all'Agenzia Spaziale Russa e alla NASA.

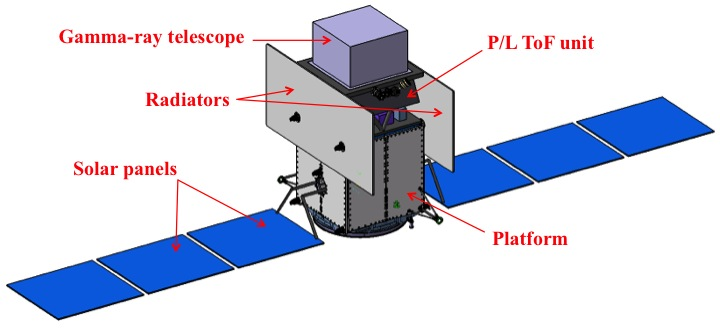
Il satellite e-ASTROGAM dispiegato